# Vratislavské vojvodství
Vratislavské vojvodství (polsky województwo wrocławskie) bylo během uspořádání země z let 1975–1998 vyšším územně samosprávným celkem Polska. Vojvodství hraničilo na západě s vojvodstvím Lehnickým, na severu s Lešenským, na severovýchodě s Kališským, na jihovýchodě s Opolským a na jihozápadě s Valbřišským. Na konci roku 1998 zaniklo na základě reformy administrativního uspořádání země a jeho území bylo začleněno do Dolnoslezského vojvodství.